# Associação dos Escritores Moçambicanos
Die Associação dos Escritores Moçambicanos (AEMO) (portugiesisch Vereinigung der mosambikanischen Schriftsteller) ist eine mosambikanische Schriftstellervereinigung, deren Ziel es ist, mosambikanische Werke und Autoren zu fördern. Sie tut dies durch die Publikation mosambikanischer Literatur, durch die Verleihung von Literaturpreisen und die Organisation von Konferenzen, Studientagen und Diskussionsrunden.

## Geschichte
Die Vereinigung wurde am 31. August 1982 von Luís Bernardo Honwana, Marcelino dos Santos, José Craveirinha, Orlando Mendes, Fernando Ganhão, Sérgio Vieira, Rui Nogar und anderen Intellektuellen wie Aquino de Bragança und Carlos Cardoso in Maputo gegründet. Der erste Präsident der Vereinigung wurde José Craveirinha.
Als Hauptziel der Vereinigung wurde die Verteidigung der Interessen der mosambikanischen Schriftsteller gesetzt. Hinzu kam die Förderung der einheimischen Literatur im erst seit 1975 unabhängigen Mosambik. Dazu sollten im Wesentlichen die Herausgabetätigkeit und die Öffentlichkeitsarbeit der Vereinigung beitragen. 1984 wurde die Zeitschrift Charrua gegründet, die einer gesamten Schriftstellergeneration den Namen Geração Charrua gab. Zwischen 1984 und 1986 erschienen insgesamt acht Ausgaben der Zeitschrift. 2002 wurde ein Lesekreis ins Leben gerufen, der Schüler im Sekundarbereich und Studenten die mosambikanische Literatur näherbringen soll.

## Publikationen
Die AEMO gibt verschiedene Publikationsreihen heraus. In der Reihe Karingana werden Prosa-Texte veröffentlicht. Die Reihe Timbila ist für Poesie bestimmt und die Reihe Início, um den Bekanntheitsgrad der Werke junger mosambikanischer Schriftsteller zu erhöhen.